# Partito Liberale Democratico Armeno
Il Partito Liberale Democratico Armeno (armeno: Ռամկավար Ազատական Կուսակցություն) o Partito Ramgavar, (prima del 1921 noto come il partito Armenakan) (armeno: Արմենական կուսակցություն), è un partito politico armeno, di tendenze conservatrici. Il partito è attivo anche in Libano.
È stato fondato durante il dominio dell'Impero ottomano da Mekertich Portukalian a Van nel 1885. Alle elezioni parlamentari armene, il 25 maggio 2003, il partito ha vinto il 2,9% dei voti popolari.
Nel 2014 aveva aderito all'Alleanza dei Conservatori e dei Riformisti Europei.